# Aldo de Nigris
Aldo de Nigris Guajardo (Monterrey, Nuevo León, 22 de julio de 1983) es un exfutbolista mexicano que se desempeñaba como delantero.

## Trayectoria
Tigres UANL
Centro delantero canterano de Gavilanes de tercera división que fue comprado y debutado en primera por Tigres. Hermano del también jugador de fútbol Antonio de Nigris. De joven inició buscando oportunidades en las fuerzas básicas del Club de Fútbol Monterrey, donde ya se encontraba su hermano Antonio de Nigris. Debutó en el Apertura 2002 de la mano del técnico brasileño Ricardo Ferretti, convirtiendo goles en Liga y en torneos internacionales. Participó en la Libertadores 2006 con los norteños al lado del chileno Sebastián González "Chamagol" marcando goles y teniendo una buena participación.
Tiburones Rojos de Veracruz
Después de su paso con Tigres pasa al C.D. Veracruz a préstamo por un año en el Clausura 2007. Sin embargo, no demostró buen nivel y descendió con el equipo.
Club Necaxa
Tras descender con Veracruz, pasó al C. Necaxa  el Apertura 2008. Sin embargo, sólo jugó 8 partidos sin meter gol.
Club de Fútbol Monterrey
Para el Clausura 2009, Rayados de Monterrey contrató a Aldo de Nigris, donde sin duda sería reconocido como uno de los goleadores del equipo así como también uno de sus ídolos al igual que su hermano Antonio de Nigris (Q. E. P. D.). Durante este tiempo obtuvo dos títulos de Liga con el equipo y fue llamado por primera vez a la Selección Nacional, siendo un candidato para el Mundial de Sudáfrica 2010.
Club Deportivo Guadalajara
Se hizo oficial su traspaso al Club Deportivo Guadalajara, siendo el segundo refuerzo de Chivas de cara al Apertura 2013. La transacción fue de 6 millones de dólares. Sin embargo, su desempeño en Chivas fue un fracaso, tras sólo meter 12 goles con el equipo.
Al finalizar el Clausura 2015, José Manuel de la Torre no requirió más de sus servicios y lo pusieron transferible.
Club de Fútbol Monterrey (Segunda Etapa)
Tras no tener éxito en Chivas, Monterrey compra su carta por 7 millones de dólares de cara al Apertura 2015. 
El 21 de junio de 2017, al no entrar más en planes de Monterrey de cara al Apertura 2017, anuncia su retiro de la canchas de fútbol.
Club de Fútbol Monterrey (Auxiliar técnico)
En octubre de 2019 fue llamado por "El Turco" Mohamed para auxiliarlo en el banquillo de Rayados en su segunda etapa como DT.
Raya2 Expansión (Director Tecnico)
En 2021, Duilio Davino anunció la llegada de "Rayados Expansión", equipo que jugaría en la Liga de expansión de México, en donde De Nigris tendría su primera etapa como director técnico

## Estadísticas

### Clubes
| Tigres U.A.N.L. · México |               |               |     |    |    |    |    |     |     |      |      |
| 1.ª | 2002-03       | 19            | 3   | -  | -  | -  | -  | 19  | 3   | 0.16 |      |
| 1.ª | 2003-04       | 12            | 0   | 3  | 1  | -  | -  | 15  | 1   | 0.07 |      |
| 1.ª | 2004-05       | 6             | 3   | -  | -  | 5  | 3  | 11  | 6   | 0.55 |      |
| 1.ª | 2005-06       | 27            | 2   | 4  | 4  | 5  | 2  | 36  | 8   | 0.22 |      |
| 1.ª | 2006-07       | 22            | 1   | 3  | 1  | -  | -  | 25  | 2   | 0.08 |      |
| Total club | Total club    | 86            | 9   | 10 | 6  | 10 | 5  | 106 | 20  | 0.19 |      |
| C.D. Veracruz · México |               |               |     |    |    |    |    |     |     |      |      |
| 1.ª | 2007-08       | 28            | 7   | -  | -  | -  | -  | 28  | 7   | 0.25 |      |
| Total club | Total club    | 28            | 7   | -  | -  | -  | -  | 28  | 7   | 0.25 |      |
| C. Necaxa · México |               |               |     |    |    |    |    |     |     |      |      |
| 1.ª | 2008          | 8             | 0   | -  | -  | -  | -  | 8   | 0   | 0    |      |
| Total club | Total club    | 8             | 0   | -  | -  | -  | -  | 8   | 0   | 0    |      |
| C.F. Monterrey · México |               |               |     |    |    |    |    |     |     |      |      |
| 1.ª | 2009          | 17            | 5   | -  | -  | -  | -  | 17  | 5   | 0.29 |      |
| 1.ª | 2009-10       | 31            | 14  | 2  | 0  | 1  | 9  | 34  | 23  | 0.41 |      |
| 1.ª | 2010-11       | 33            | 11  | -  | -  | 10 | 5  | 43  | 16  | 0.37 |      |
| 1.ª | 2011-12       | 24            | 11  | -  | -  | 12 | 5  | 36  | 16  | 0.44 |      |
| 1.ª | 2012-13       | 36            | 12  | -  | -  | 9  | 6  | 45  | 18  | 0.4  |      |
| 1.ª | 2015-16       | 21            | 4   | 10 | 6  | -  | -  | 31  | 10  | 0.32 |      |
| 1.ª | 2016-17       | 15            | 2   | 5  | 0  | 4  | 2  | 24  | 4   | 0.17 |      |
| Total club | Total club    | 177           | 59  | 17 | 6  | 35 | 18 | 229 | 83  | 0.36 |      |
| C.D. Guadalajara · México |               |               |     |    |    |    |    |     |     |      |      |
| 1.ª | 2013-14       | 26            | 4   | -  | -  | -  | -  | 26  | 4   | 0.15 |      |
| 1.ª | 2014-15       | 20            | 3   | 9  | 5  | -  | -  | 29  | 8   | 0.28 |      |
| Total club | Total club    | 46            | 7   | 9  | 5  | -  | -  | 55  | 12  | 0.22 |      |
| Total carrera | Total carrera | Total carrera | 345 | 82 | 36 | 17 | 49 | 23  | 430 | 122  | 0.28 |
| (1)Incluye datos de la Copa México e InterLiga (2004, 2006, 2007 y 2009). (2)Incluye datos de la Liga Campeones CONCACAF (2010-11, 2011-12, 2012-13 y 2016-17), Copa Libertadores (2004, 2006 y 2009) y Copa Mundial de Clubes (2012 y 2013). |               |               |     |    |    |    |    |     |     |      |      |

## Selección nacional
Su primera convocatoria a la Selección Mexicana de Fútbol fue en el año 2010 para un partido amistoso contra Bolivia. La selección era dirigida por Javier Aguirre. México ganó 5-0 y Aldo entró de cambio al inicio del segundo tiempo por Javier Hernández. No anotó e hizo poco, pero se dio a notar. Posteriormente, volvió a ser convocado para un amistoso contra la selección de Nueva Zelanda; partido donde fue titular y jugó medio tiempo.
La selección cambió de técnico, llegó José Manuel de la Torre y en febrero de 2011 convocó a Aldo para un partido de preparación contra Bosnia-Herzegovina. Para marzo de ese año volvió a acudir a un llamado de De la Torre y participó en un par de amistosos contra Paraguay y Venezuela, donde entró de cambio por Chicharito en ambos encuentros. En el segundo partido anotó su primer gol en selección en marzo de 2011. A finales de mayo y principios de junio de ese año vuelve a participar en dos nuevos amistosos contra Ecuador, donde jugó 90 minutos y se fue en blanco, y contra Nueva Zelanda, partido donde anotó su segundo gol en selección. Luego vino la Copa de Oro 2011, donde apareció como un importante revulsivo tricolor durante el torneo en donde anotó 4 goles.
Su primer gol oficial lo anotó ante El Salvador, el cual el Tri ganó 5-0. Su primer y único doblete en el tricolor fue en mayo de 2012 en partido amistoso contra Gales. Durante este año y el siguiente fue llamado regularmente a la selección. De hecho viajó con la selección a la Copa Confederaciones 2013, pero no vio acción. Participó en las Eliminatorias Brasil 2014, jugó tres encuentros y anotó un importantísimo gol contra Jamaica que supuso tres puntos importantes para alcanzar el comprometido repechaje al Mundial. Fue llamado incluso para la repesca intercontinental contra Nueva Zelanda y jugó minutos en el partido de vuelta en Oceanía.
Su último llamado se dio en un juego amistoso contra Corea del Sur en enero de 2014 gracias al técnico Miguel Herrera.

### Participaciones en fases finales
| Competición                    | Categoría | Sede           | Resultado    | Partidos | Goles |
| ------------------------------ | --------- | -------------- | ------------ | -------- | ----- |
| Copa Oro CONCACAF 2011         | Absoluta  | Estados Unidos | Campeón      | 5        | 4     |
| Copa FIFA Confederaciones 2013 | Absoluta  | Brasil         | Primera fase | 0        | 0     |
| Total                          | –         | –              | –            | 5        | 4     |

### Partidos internacionales
| #  | Fecha                   | Rival                | Sede             | Estadio                     | Resultado | Competición                     |
| -- | ----------------------- | -------------------- | ---------------- | --------------------------- | --------- | ------------------------------- |
| 1  | 24 de febrero de 2010   | Bolivia              | San Francisco    | Candlestick Park            | 5-0       | Amistoso                        |
| 2  | 3 de marzo de 2010      | Nueva Zelanda        | Pasadena         | Estadio Rose Bowl           | 2-0       | Amistoso                        |
| 3  | 9 de febrero de 2011    | Bosnia y Herzegovina | Atlanta          | Georgia Dome                | 2-0       | Amistoso                        |
| 4  | 26 de marzo de 2011     | Paraguay             | Oakland          | Alameda County              | 3-1       | Amistoso                        |
| 5  | 29 de marzo de 2011     | Venezuela            | San Diego        | Qualcomm Stadium            | 1-1       | Amistoso                        |
| 6  | 28 de mayo de 2011      | Ecuador              | Seattle          | Qwest Field                 | 1-1       | Amistoso                        |
| 7  | 1 de junio de 2011      | Nueva Zelanda        | Denver           | Invesco Field               | 3-0       | Amistoso                        |
| 8  | 5 de junio de 2011      | El Salvador          | Arlington        | Cowboys Stadium             | 5-0       | Copa de Oro de la Concacaf 2011 |
| 9  | 9 de junio de 2011      | Cuba                 | Charlotte        | Bank of America Stadium     | 5-0       | Copa de Oro de la Concacaf 2011 |
| 10 | 12 de junio de 2011     | Costa Rica           | Chicago          | Soldier Field               | 4-1       | Copa de Oro de la Concacaf 2011 |
| 11 | 18 de junio de 2011     | Guatemala            | Nueva Jersey     | New Meadowlands             | 2-1       | Copa de Oro de la Concacaf 2011 |
| 12 | 22 de junio de 2011     | Honduras             | Houston          | Reliant Stadium             | 2-0       | Copa de Oro de la Concacaf 2011 |
| 13 | 2 de septiembre de 2011 | Polonia              | Varsovia         | Estadio del Ejército Polaco | 1-1       | Amistoso                        |
| 14 | 4 de septiembre de 2011 | Chile                | El Prat          | Estadio Cornellà-El Prat    | 1-0       | Amistoso                        |
| 15 | 27 de mayo de 2012      | Gales                | New Jersey       | MetLife Stadium             | 2-0       | Amistoso                        |
| 16 | 31 de mayo de 2012      | Bosnia y Herzegovina | Chicago          | Soldier Field               | 2-0       | Amistoso                        |
| 17 | 3 de junio de 2012      | Brasil               | Arlington        | Cowboys Stadium             | 2-0       | Amistoso                        |
| 18 | 8 de junio de 2012      | Guyana               | Ciudad de México | Estadio Azteca              | 3-1       | Clasificación Mundial 2014      |
| 19 | 15 de agosto de 2012    | Estados Unidos       | Ciudad de México | Estadio Azteca              | 0-1       | Amistoso                        |
| 20 | 16 de octubre de 2012   | El Salvador          | Torreón          | Estadio TSM Corona          | 2-0       | Clasificación Mundial 2014      |
| 21 | 30 de enero de 2013     | Dinamarca            | Phoenix          | Phoenix Stadium             | 1-1       | Amistoso                        |
| 22 | 31 de mayo de 2013      | Nigeria              | Houston          | Reliant Stadium             | 2-2       | Amistoso                        |
| 23 | 4 de junio de 2013      | Jamaica              | Kingston         | Independence Park           | 1-0       | Clasificación Mundial 2014      |
| 24 | 7 de junio de 2013      | Panamá               | Panamá           | Estadio Rommel Fernández    | 0-0       | Clasificación Mundial 2014      |
| 25 | 11 de junio de 2013     | Costa Rica           | Ciudad de México | Estadio Azteca              | 0-0       | Clasificación Mundial 2014      |
| 26 | 13 de noviembre de 2013 | Nueva Zelanda        | Ciudad de México | Estadio Azteca              | 5-1       | Clasificación Mundial 2014      |
| 27 | 20 de noviembre de 2013 | Nueva Zelanda        | Wellington       | Estadio Westpac             | 2-4       | Clasificación Mundial 2014      |
| 28 | 29 de enero de 2014     | Corea del Sur        | San Antonio      | Alamodome                   | 4-0       | Amistoso                        |

#### Goles internacionales
| #  | Fecha               | Sede                             | Oponente      | Marcador | Resultado | Competencia                |
| -- | ------------------- | -------------------------------- | ------------- | -------- | --------- | -------------------------- |
| 1. | 29 de marzo de 2011 | Qualcomm Stadium, EE. UU.        | Venezuela     | 1 - 0    | 1 - 1     | Amistoso                   |
| 2. | 1 de junio de 2011  | Invesco Field, EE. UU.           | Nueva Zelanda | 3 - 0    | 3 - 0     | Amistoso                   |
| 3. | 27 de mayo de 2012  | MetLife Stadium, EE. UU.         | Gales         | 1 - 0    | 1 - 0     | Amistoso                   |
| 4. | 27 de mayo de 2012  | MetLife Stadium, EE. UU.         | Gales         | 2 - 0    | 2 - 0     | Amistoso                   |
| 5. | 5 de junio de 2011  | Cowboys Stadium, EE. UU.         | El Salvador   | 2 - 0    | 5 - 0     | Copa de Oro 2011           |
| 6. | 9 de junio de 2011  | Bank of America Stadium, EE. UU. | Cuba          | 3 - 0    | 5 - 0     | Copa de Oro 2011           |
| 7. | 18 de junio de 2011 | MetLife Stadium, EE. UU.         | Guatemala     | 1 - 1    | 2 - 1     | Copa de Oro 2011           |
| 8. | 22 de junio de 2011 | Rose Bowl, EE. UU.               | Honduras      | 1 - 0    | 2 - 0     | Copa de Oro 2011           |
| 9. | 4 de junio de 2013  | Independence Park, Jamaica       | Jamaica       | 1 - 0    | 1 - 0     | Clasificación Mundial 2014 |

## Palmarés

### Campeonatos nacionales
| Título           | Club         | País   | Año  |
| ---------------- | ------------ | ------ | ---- |
| Primera División | CF Monterrey | México | 2009 |
| Primera División | CF Monterrey | México | 2010 |

### Campeonatos internacionales
| Título                     | Club               | País           | Año  |
| -------------------------- | ------------------ | -------------- | ---- |
| Copa de Oro de la Concacaf | Selección Mexicana | Estados Unidos | 2011 |
| CONCACAF Liga Campeones    | CF Monterrey       | Estados Unidos | 2011 |
| CONCACAF Liga Campeones    | CF Monterrey       | México         | 2012 |
| CONCACAF Liga Campeones    | CF Monterrey       | México         | 2013 |

### Distinciones individuales
| Distinción                                       | Año  |
| ------------------------------------------------ | ---- |
| Balón de Oro de la Liga de Campeones de CONCACAF | 2013 |
| Campeón de goleo de la Copa MX                   | 2015 |